# Classe Van Speijk
Le fregate della Classe Van Speijk sono delle Leander costruite per la marina olandese su licenza britannica, il cui standard di equipaggiamenti, dopo gli ammodernamenti ricevuti, è stato sistemato in maniera migliore rispetto a quello di quasi tutte le navi inglesi, in particolare con l'installazione dei missili Harpoon per una elevata capacità antinave, ma si sono tenuti anche quella artiglieresca con un moderno cannone da 76mm, mentre la componente elettronica è quasi interamente olandese.
L'armamento originale era comune a quello delle sorelle inglesi con il cannone binato da 114mm a prua, 2 sistemi Sea Cat, il mortaio ASW Mk 10 Limbo e l'elicottero Westland Wasp.
Dopo gli ammodernamenti ricevuti alla fine degli anni settanta si ebbero l'installazione del lanciamissili Harpoon in due lanciamissili quadrupli, la rimozione del mortaio Mk 10 Limbo per rendere agibile il ponte di volo per l'elicottero Westland Lynx, mentre per non penalizzare le capacità antisommergibile vennero anche aggiunti due lanciasiluri tripli da 324mm STWS-1 del tipo MK 32 per siluri leggeri Mk 46. Successivamente venne anche sostituito il Sea Cat ormai obsoleto con il sistema Simbad e venne anche sostituito il cannone originario con un moderno 76mm Compatto dell'Oto Melara di fabbricazione italiana.
Le unità di questa classe dopo aver prestato servizio per circa un ventennio nella marina olandese una volta poste in disarmo sono state vendute tra il 1986 ed il 1990 all'Indonesia e ad oggi tutte attualmente in servizio. Nella Tentara Nasional Indonesia Angkatan Laut, la Marina Indonesiana, le Van Speijk costituiscono la Classe Ahmad Yani.

## Unità
Tutte le unità portano nomi di ufficiali olandesi
| Koninklijke Marine - Van Speijkklasse | Koninklijke Marine - Van Speijkklasse | Koninklijke Marine - Van Speijkklasse | Koninklijke Marine - Van Speijkklasse | Koninklijke Marine - Van Speijkklasse                            |
| Nome                                  | Matricola                             | Cantiere                              | Consegna                              | Destino finale                                                   |
| ------------------------------------- | ------------------------------------- | ------------------------------------- | ------------------------------------- | ---------------------------------------------------------------- |
| Van Speijk                            | F802                                  | Amsterdam dockyard                    | 1967                                  | venduta all' Indonesia nel 1986 e ribattezzata Slamet Riadi      |
| Van Galen                             | F803                                  | Royal Schelde                         | 1967                                  | venduta all' Indonesia nel 1987 e ribattezzata Yos Sudarso       |
| Tjerk Hiddes                          | F804                                  | Amsterdam dockyard                    | 1967                                  | venduta all' Indonesia nel 1986 e ribattezzata Ahmad Yani        |
| Van Nes                               | F805                                  | Royal Schelde                         | 1967                                  | venduta all' Indonesia nel 1986 e ribattezzata Oswald Siahaan    |
| Isaac Sweers                          | F814                                  | Amsterdam dockyard                    | 1967                                  | venduta all' Indonesia nel 1990 e ribattezzata Karel Satsuitubun |
| Eversten                              | F815                                  | Royal Schelde                         | 1967                                  | all' Indonesia nel 1989 ribattezzata Abdul Halim Perdanakusuma   |

| Tentara Nasional Indonesia Angkatan Laut - Fregat kelas Ahmad Yani | Tentara Nasional Indonesia Angkatan Laut - Fregat kelas Ahmad Yani | Tentara Nasional Indonesia Angkatan Laut - Fregat kelas Ahmad Yani | Tentara Nasional Indonesia Angkatan Laut - Fregat kelas Ahmad Yani | Tentara Nasional Indonesia Angkatan Laut - Fregat kelas Ahmad Yani |
| matricola                                                          | Nome                                                               | Nome originario                                                    | Entrata in servizio                                                | Stato attuale                                                      |
| ------------------------------------------------------------------ | ------------------------------------------------------------------ | ------------------------------------------------------------------ | ------------------------------------------------------------------ | ------------------------------------------------------------------ |
| 351                                                                | KRI Ahmad Yani                                                     | ex-HNLMS Tjerk Hiddes, (F 804)                                     | 1986                                                               | in servizio                                                        |
| 352                                                                | KRI Slamet Riyadi                                                  | ex-HNLMS Van Speijk (F 802)                                        | 1986                                                               | in servizio                                                        |
| 353                                                                | KRI Yos Sudarso                                                    | ex-HNLMS Van Galen (F 803)                                         | 1986                                                               | in servizio                                                        |
| 354                                                                | KRI Oswald Siahaan                                                 | ex-HNLMS Van Nes (F 805)                                           | 1987                                                               | in servizio                                                        |
| 355                                                                | KRI Halim Perdanakususma                                           | ex-HNLMS Evertsen (F 815)                                          | 1989                                                               | in servizio                                                        |
| 356                                                                | KRI Karel Satsuitubun                                              | ex-HNLMS Isaac Sweers (F 814)                                      | 1990                                                               | in servizio                                                        |